# تين (النرويج)
تين (بالنرويجية: Tinn)‏ هي بلدية في مقاطعة تلمارك، النرويج. تعد جزءاً من منطقة شرق تلمارك التقليدية. المركز الإداري للبلدية هي بلدة روكان. فصلت منطقة هوفين عن بلدية تين في عام 1860، لكن أعيد دمجها مع بلدية تين في 1 يناير 1964.